# Cameron Evans
Cameron J. Evans (Tsawwassen, 10 januari 1984) is een Canadees wielrenner. Evans werd in 2007 nationaal kampioen op de weg.

## Overwinningen
2004
 Canadees kampioen op de weg, Beloften
2006
Zesdaagse van Burnaby (met Marsh Cooper)
1e etappe Ronde van White Rock
Eindklassement Ronde van Delta
2007
4e (ploegentijdrit) en 6e etappe Ronde van El Salvador
 Canadees kampioen op de weg, Elite
2008
Eindklassement San Dimas Stage Race
1e etappe Ronde van Delta
3e etappe Ronde van Guadeloupe
2009
6e etappe Ronde van Mexico

## Resultaten in voornaamste wedstrijden
| Jaar |  | WK op de weg |
| ---- |  | ------------ |
| 2007 |  | opgave       |

## Ploegen
- 2005 –  Symmetrics Cycling Team
- 2006 –  Symmetrics Cycling Team
- 2007 –  Symmetrics Cycling Team
- 2008 –  Symmetrics Cycling Team
- 2009 –  OUCH presented by Maxxis